# Baśka Murmańska

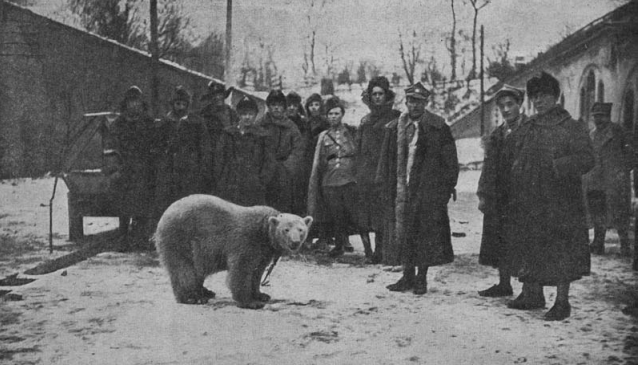
Baśka Murmańska

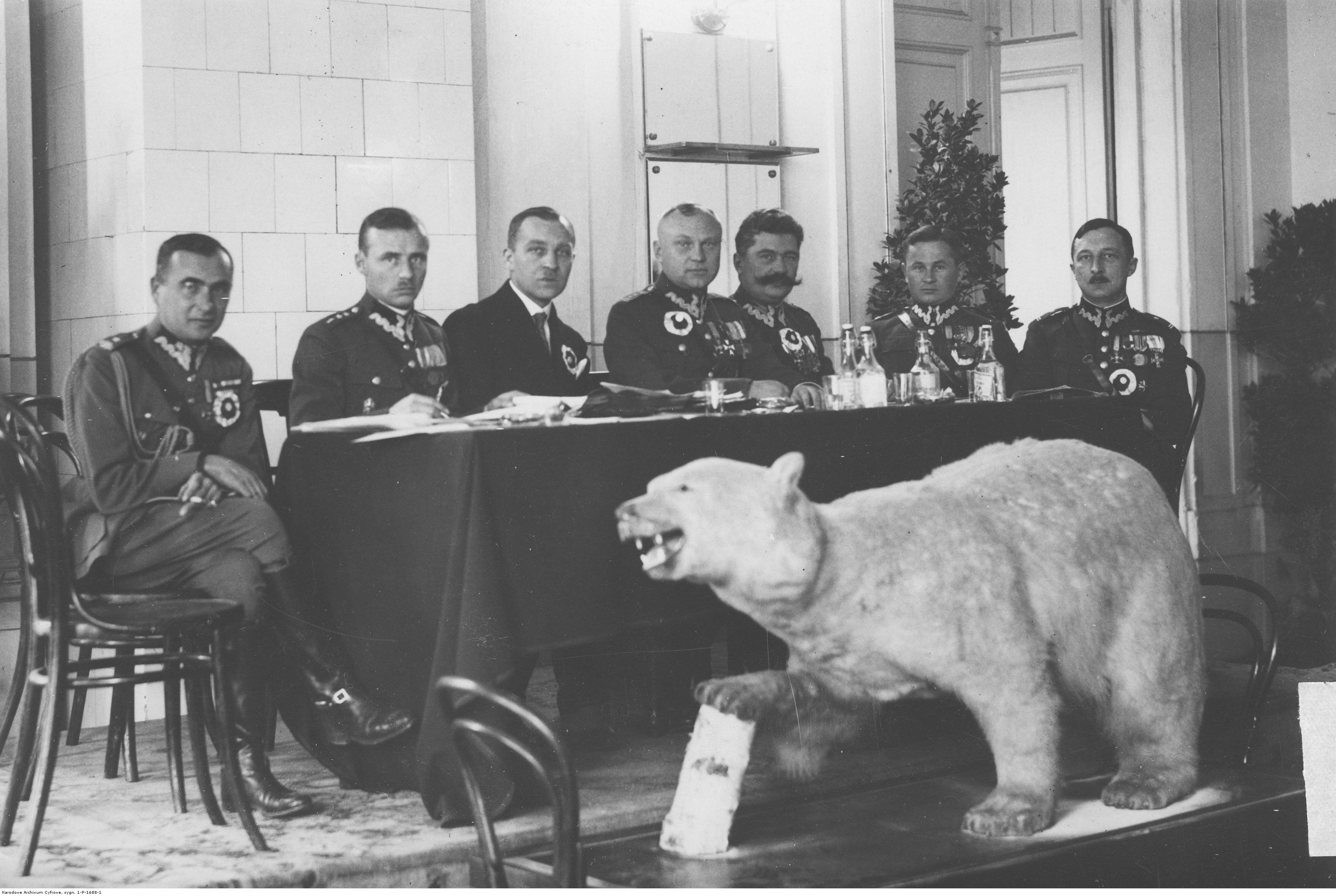
Wypchana Baśka Murmańska na zjeździe Związku Murmańczyków

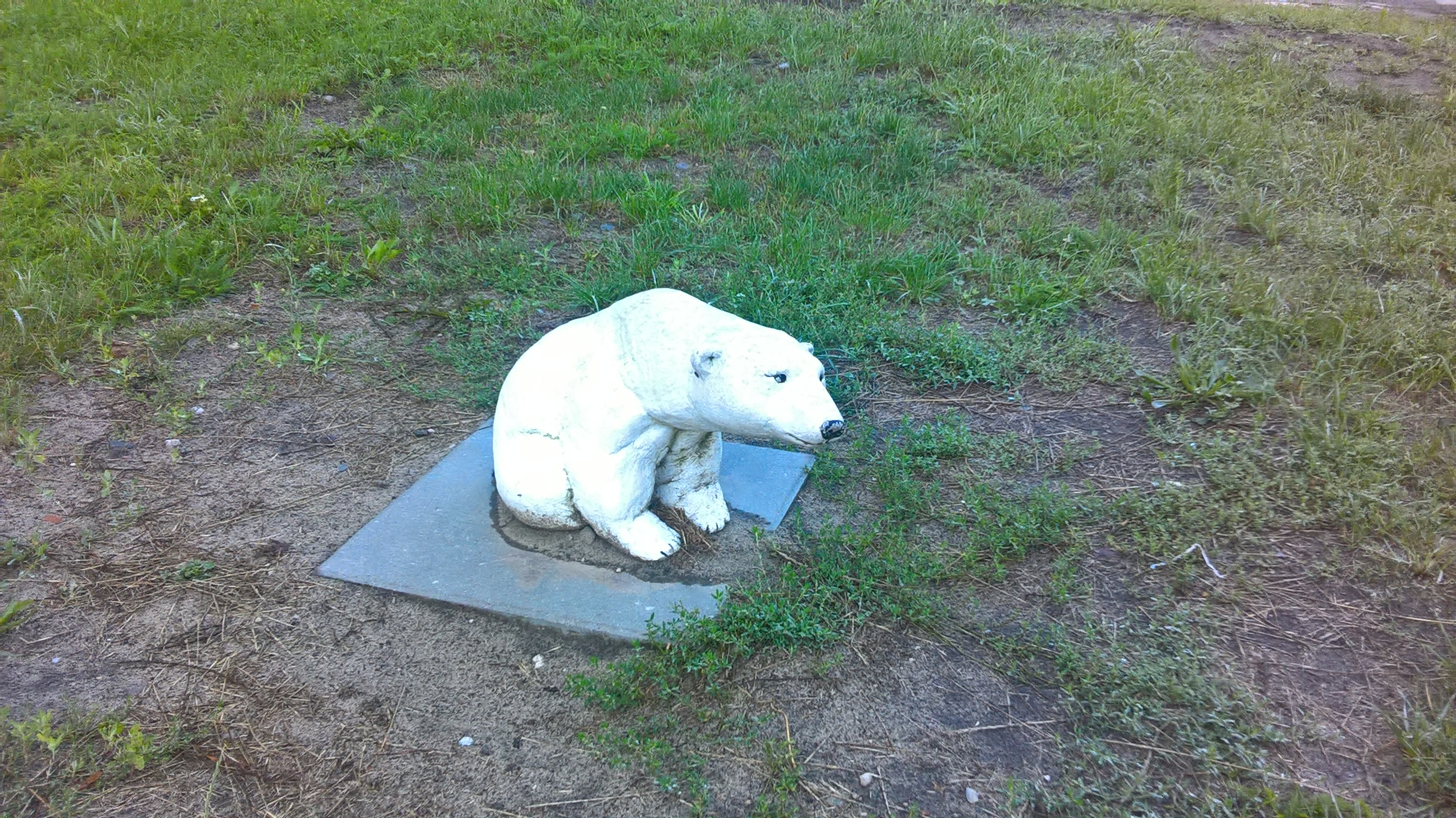
Rzeźba niedźwiedzicy przed koszarami Twierdzy Modlin

Baśka Murmańska – niedźwiedzica z gatunku niedźwiedzia polarnego przygarnięta w północnej Rosji, a następnie przyjęta na stan do batalionu Murmańczyków dowodzonego przez pułkownika Juliana Skokowskiego. Batalion ten był odpryskowym oddziałem działającego w rejonie Murmańska I Korpusu Polskiego generała Józefa Dowbor-Muśnickiego.

## Historia Baśki
Była to oswojona, łagodna niedźwiedzica, z którą bawiły się nawet dzieci żołnierzy oddziału. Rozkazem dziennym przydzielono ją jako córkę pułku do kompanii karabinów maszynowych batalionu i przyznano racje żywnościowe. W batalionie przydzielono jej opiekuna, najprawdopodobniej Feliksa Miszona, podoficera byłej armii carskiej. Pojawiające się w licznych publikacjach nazwisko kaprala Smorgolińskiego zostało wymyślone przez Eugeniusza Małaczewskiego. Faktycznie żadna z list osobowych batalionu nie zawiera żołnierza o takim nazwisku. Kapral nauczył ją elementów musztry, w tym salutowania i naśladowania kroku marszowego. Baśkę rozkazem dziennym L. 33 § 8 przydzielono do Baonu WP na Murmanie. Niedźwiedzica przeszła ze swoim oddziałem cały szlak bojowy aż do wolnej Polski. Wraz z kompanią kadrową została przeniesiona na front pod Obozierską, nie wzięła jednak udziału w bitwie o Bolszyje Ozierki. Ostatecznie latem 1919 wraz z batalionem wyruszyła do Polski, by stacjonować ze swoim oddziałem w Twierdzy Modlin.
Wraz z resztą oddziału brała między innymi udział w defiladzie w 1919 w Warszawie na placu Saskim, wzbudzając sensację tym, iż w odpowiednim momencie zaczęła iść na dwóch łapach i zasalutowała przed naczelnikiem państwa Józefem Piłsudskim w ślad za resztą żołnierzy, a następnie podczas powitania podała mu łapę.
Zginęła jeszcze tej samej zimy, niedługo po przybyciu do Modlina. Podczas kąpieli w Wiśle zerwała się z łańcucha i przepłynęła wśród kry na drugi brzeg rzeki, po czym podążyła w stronę wsi. Została zakłuta widłami przez miejscowych chłopów. Gdy żołnierze po zorganizowaniu łodzi dotarli wreszcie do wsi, z niedźwiedzicy zdzierano już futro. Wypchana Baśka stała jeszcze jakiś czas po II wojnie światowej w Muzeum Wojska Polskiego w Warszawie, skąd potem ją usunięto, a ślad po niej zaginął.

## Upamiętnienia
Historia niedźwiedzicy została opisana między innymi przez dowódcę kompanii piechoty w tym batalionie, pisarza batalistycznego Eugeniusza Małaczewskiego, w opowiadaniu Dzieje Baśki Murmańskiej wchodzącym w skład tomu opowiadań Koń na wzgórzu.
W październiku 2021 ukazała się książka Sławomira Zagórskiego: Baśka Murmańska i Lwy Północy, która opisuje nieznane dotąd fakty ze służby białej niedźwiedzicy w Wojsku Polskim.
Wizerunek uśmiechniętej Baśki Murmańskiej został uwieczniony na obrazie Michała Byliny Przegląd oddziałów murmańczyków przez Naczelnego Wodza w Warszawie.